# Federazione calcistica delle Maldive
La Federazione calcistica maldiviana (in inglese Football Association of Maldives, acronimo FAM) è l'organo che governa il calcio nelle Maldive. Pone sotto la propria egida il campionato e la Nazionale maldiviana. Fu fondata nel 1982 ed è affiliata all'AFC e alla FIFA. L'attuale presidente è Ilham Ahmed.